# Ігнатьєв Семен Денисович
Семен Денисович Ігнатьєв (1 (14) вересня 1904, село Карлівка, Єлисаветградський повіт, Херсонська губернія, Російська імперія, тепер Кропивницького району Кіровоградської області — 27 листопада 1983, Москва, Російська РФСР) — радянський партійний і державний діяч, Міністр державної безпеки СРСР (9 серпня 1951 — 5 березня 1953). Член Центральної Ревізійної Комісії ВКП(б) у 1939—1952 р. Член ЦК КПРС у жовтні 1952 — квітні 1953 р. і в липні 1953 — жовтні 1961 р. Член Президії ЦК КПРС у жовтні 1952 — березні 1953 р. Секретар ЦК КПРС у березні — квітні 1953 р. Депутат Верховної Ради СРСР 1—5-го скликань.

## Життєпис
Народився в селянській родині. У 1912 році родина переїхала до Термезу в Середній Азії. Батько потім працював водоливом та заправником паровозних котлів на станції Термез, служив у міліції.
У 1914 році закінчив церковнопарафіяльну школу в кишлаку Паттагіссар (Термез) Бухарської області. У жовтні 1914 — березні 1918 року — візник нафти бавовноочисного заводу в Паттагіссарі Бухарської області. У березні 1918 — січні 1920 року — учень і підручний слюсаря головних майстерень станції Емір-Абад Бухарської залізниці. У 1919 році вступив до комсомолу, очолював комсомольський осередок залізничних майстерень.
У січні — грудні 1920 року — помічник начальника відділу просвіти політичного відділу 3-ї кавалерійської бригади РСЧА Туркестанського фронту, помічник начальника агітаційно-пропагандистського відділу політичного відділу Бухарської групи військ у  Новій Бухарі (Кагані) Туркестанської АРСР.
У грудні 1920 — вересні 1921 року — помічник начальника Бухарської обласної міліції в Новій Бухарі (Кагані). У вересні 1921 — березні 1922 року — уповноважений військового відділу Всебухарської Надзвичайної комісії (ЧК). Брав участь у репресіях проти басмачів.
У березні 1922 — січні 1923 р. — заступник завідувача організаційного відділу ЦК комсомолу Туркестанської РСР у місті Ташкенті. У січні — червні 1923 р. — секретар дитячої комісії ЦВК Туркестанської РСР. У червні 1923 — травні 1925 р. — представник комсомолу у Спілці гірничих робітників та Спілці радянських торговельних службовців у місті Ташкенті.
У травні 1925 — квітні 1928 р. — секретар і голова правління Ташкентського обласного відділу Спілки радянських торговельних службовців.
Член ВКП(б) з липня 1926 року.
У квітні — жовтні 1928 р. — завідувач тарифно-економічного відділу Ташкентського обласного бюро професійних спілок. У жовтні 1928 — грудні 1929 р. — завідувач тарифно-економічного відділу Киргизької обласної ради професійних спілок. У грудні 1929 — серпні 1931 р. — завідувач масового відділ Середньоазійського бюро ВЦРПС у Ташкенті.
У серпні 1931 — листопаді 1935 р. — слухач авіаційного факультету Всесоюзної Промислової Академії імені Сталіна у Москві, де познайомився з М. С. Хрущовим, який наблизив його до себе, і сприяв його кар'єрі. Весь цей час негласно продовжував співпрацювати з ОДПУ — НКВС, хоча формально в 1931 р. був знятий з обліку — «з переведенням в резерв» ОДПУ.
У 1935 р., з ініціативи Хрущова, прийнятий на роботу в апарат ЦК ВКП(б). У листопаді 1935 — жовтні 1937 р. — помічник завідувача промислового відділу ЦК ВКП(б) А. А. Андреєва.
У жовтні 1937 — червні 1938 р. — виконувач обов'язків 1-го секретаря Бурят-Монгольського обласного комітету ВКП(б). У червні 1938 — березні 1943 р. — 1-й секретар Бурят-Монгольського обласного комітету ВКП(б).
У лютому 1943 — квітні 1946 р. — 1-й секретар Башкирського обласного комітету ВКП(б).
У квітні — серпні 1946 р. — в апараті ЦК ВКП(б). У серпні 1946 — лютому 1947 р. — заступник начальника Управління ЦК ВКП(б) по перевірці партійних органів — завідувач відділу по керівництву господарством Управління ЦК ВКП(б) по перевірці партійних органів. Одночасно, член редакційної колегії журналу «Партийная жизнь».
7 березня 1947 — 16 березня 1948 р. — секретар ЦК КП(б) Білорусі по сільському господарству і заготівлях.
16 березня 1948 — 15 лютого 1949 р. — 2-й секретар ЦК КП(б) Білорусі.
28 січня — 28 березня 1949 р. — секретар Середньоазійського бюро ЦК ВКП(б). 28 березня 1949 — 30 грудня 1950 р. — уповноважений ЦК ВКП(б) по Узбецькій РСР.
30 грудня 1950 — 16 лютого 1952 р. — завідувач відділу партійних, профспілкових і комсомольських органів ЦК ВКП(б), здійснював контроль за всією радянською номенклатурою. 11 липня 1951, незабаром після арешту генерала Абакумова, був призначений представником ЦК ВКП(б) в МДБ.
9 серпня 1951 — 5 березня 1953 р. — міністр державної безпеки СРСР. Одночасно, 23 травня 1952 — 11 березня 1953 р. — т.в.о. начальника Управління охорони МДБ СРСР. За особистою вказівкою Сталіна розпочав активну роботу по створенню «справи лікарів». Однак у самий розпал роботи у Ігнатьєва стався інфаркт, і все листування по справі вів його заступник С. А. Гоглідзе. Завдяки своїй активності став найнебезпечнішим суперником Л. П. Берії.

## Після смерті Сталіна
Після смерті Сталіна 5 березня 1953 року МДБ і МВС були об'єднані в одне міністерство під керівництвом Берії, а Ігнатьєв був виведений зі складу Президії ЦК і обраний секретарем ЦК КПРС (5 березня — 6 квітня 1953). 28 квітня 1953 виведений з ЦК КПРС. Ігнатьєв не був арештований, його врятував Маленков. Після арешту Берії, 7 липня 1953 року відновлений в ЦК КПРС.
У грудні 1953 — червні 1957 р. — 1-й секретар Башкирського обласного комітету КПРС.
У червні 1957 — жовтні 1960 р. — 1-й секретар Татарського обласного комітету КПРС.
З жовтня 1960 року — персональний пенсіонер союзного значення у Москві, де й помер. Похований на Новодівочому цвинтарі.

## Нагороди
- чотири ордени Леніна (29.02.1940, 23.03.1944, 30.12.1948, 11.01.1957)
- орден Трудового Червоного Прапора (30.12.1943)
- орден Вітчизняної війни І ст. (2.07.1945)
- орден Жовтневої Революції (13.09.1974)